# Taeko Onuki Concert 2023
『Taeko Onuki Concert 2023』（タエコ・オオヌキ・コンサート 2023）は、2024年5月22日に発売の大貫妙子のライブ・アルバムで、CDの他にLPで発売され、またライブ映像がBDで発売された。

## 概要
毎年開催されている冬のコンサートから、2023年11月18日の模様を完全収録した作品。なお、2024年1月21日に歌謡ポップスチャンネルにて同日の模様が放送された。

## 収録曲

### Disc1
1. 横顔
2. 都会
3. 船出
4. 幻惑
5. 街
6. 朝のパレット
7. One Fine Day With You
8. Mon doux Soleil
9. Volcano

### Disc2
1. 新しいシャツ
2. 夢のあと
3. 星の奇跡
4. 虹
5. 色彩都市
6. Happy-go-Lucky
7. 突然の贈りもの
8. dreamland

## 演奏者
- Gt:小倉博和
- Ba:鈴木正人
- Dr:沼澤尚、林立夫
- Pf:フェビアン・レザ・パネ
- Key:森俊之、網守将平